# The Bachelor and the Baby (film 1912)
The Bachelor and the Baby è un cortometraggio muto del 1912 scritto e diretto da Thomas Ricketts (Tom Ricketts).

## Trama
Uno scapolo, che si è appena fidanzato, trova un bebè abbandonato nella sua automobile.

## Produzione
Il film fu prodotto dalla Nestor Film Company. Venne girato in California, a San Diego.

## Distribuzione
Distribuito dalla Motion Picture Distributors and Sales Company, il film - un cortometraggio di una bobina - uscì nelle sale cinematografiche USA il 30 marzo 1912.